# 100 (numero)
Cento (100)  è il numero naturale dopo il 99 e prima del 101.

## Proprietà matematiche
- È un numero pari.
- È un numero composto con 9 divisori: 1, 2, 4, 5, 10, 20, 25, 50, 100. Poiché la somma dei suoi divisori (escluso il numero stesso) è 117 > 100, è un numero abbondante.
- È un numero semiperfetto in quanto pari alla somma di alcuni (o tutti) i suoi divisori.
- È il quadrato di 10 (in notazione scientifica si scrive 102). Nel Sistema Internazionale, il prefisso è "etto-".
- È la somma dei primi nove numeri primi, così come è somma dei numeri primi 47 e 53. È anche la somma dei cubi dei primi quattro numeri interi.
- È il numero base della percentuale: 100% indica l'unità, il totale.
- È un numero ottadecagonale
- È un numero di Harshad nel sistema numerico decimale.
- È un numero potente.
- Può essere espresso in molti modi come l'unione, con i segni delle 4 operazioni, delle cifre da 1 a 9, per esempio:
  - 1 + 2 + 3 + 4 + 5 + 6 + 7 + (8 x 9) = 100.
  - 123 - 45 - 67 + 89 = 100.
- È un numero 18-gonale.
- È parte delle terne pitagoriche (28, 96, 100), (60, 80, 100), (75, 100, 125), (100, 105, 145), (100, 240, 260), (100, 495, 505), (100, 621, 629), (100, 1248, 1252), (100, 2499, 2501).
- È un numero palindromo nel sistema di numerazione posizionale a base 7 (202) e in quello a base 9 (121).
- È un numero pratico.
- È un numero felice.
- È un numero di Leyland.

## Astronomia
- 100P/Hartley è una cometa periodica del sistema solare.
- 100 Hekate è un asteroide della fascia principale del sistema solare, scoperto nel 1868.
- L'oggetto del Catalogo di Messier M100 è una galassia a spirale di magnitudine 10,5 situata nella costellazione Coma Berenices.
- L'oggetto del New General Catalogue NGC 100 è una galassia a spirale di magnitudine 13,3 situata nella costellazione dei Pesci.

## Astronautica
- Cosmos 100 è un satellite artificiale russo.

## Chimica
- È il numero atomico del Fermio (Fm), un attinoide.

## Fisica
- In gradi Celsius è la temperatura di ebollizione dell'acqua al livello del mare.

## Convenzioni

### Calendario
- È il numero di anni in un secolo.

### Linguaggio
- Nella numerazione romana, era rappresentato con C, da centum che significa cento

### Economia
- È il numero di unità secondarie in cui sono divise le principali valute del mondo: ad esempio, un euro è un centinaio di centesimi, una sterlina è un centinaio di pence (penny al singolare) e un dollaro è un centinaio di cents.

### Scuola
Nella scuola superiore italiana è il voto massimo ottenibile all'esame di maturità, tranne nei casi in cui può essere assegnata la lode.

### Numeri telefonici
In Grecia, India e Israele, 100 è il numero di telefono della polizia mentre nel Belgio è il numero di telefono del pronto soccorso e dei vigili del fuoco.

## Termini derivati
- centenario
- centuria